# Amphiura caparti
Amphiura caparti is een slangster uit de familie Amphiuridae.
De wetenschappelijke naam van de soort werd in 1962 gepubliceerd door Gustave Cherbonnier.